# Final Furlong
Final Furlong (ファイナルハロン?, Fainaru Haron) è un videogioco sportivo arcade in 3D di simulazione delle corse sui cavalli, sviluppato e pubblicato dalla Namco nel 1997, il cui funziona (assieme a Rapid River) con la scheda madre prematura al System 23, il Gorgon 22.5. Due anni dopo esce il diretto sequel, Final Furlong 2 (ファイナルハロン2?, Fainaru Haron 2), il quale, rispetto al predecessore opera tramite il System Super 23 GMEN.
La popolarità riscossa in Giappone dell'intera serie ha fatto sì che, solo ed esclusivamente in madrepatria, le venisse promossa una linea di merchandising: tra i vari prodotti spicca soprattutto una versione portatile LCD realizzata da Bandai (su licenza della stessa Namco). Un remake da parte di Bandai Namco Entertainment è stato mostrato in anteprima all'E3 2006 come uno dei titoli di lancio della console Wii, ma fu cancellato prima dell'effettiva data di uscita prevista.

## Modalità di gioco

Schermata di gioco di Final Furlong 2.

Il cabinato della dilogia di Final Furlong dispone di una pedana meccanica nella forma di un cavallino, dotata di una maniglia a mo' di impugnatura delle briglie. Una persona che vi monta in groppa stando poggiato coi piedi (e quindi non seduto) sulle apposite staffe, mantenendo però al contempo le mani salde sulla maniglia medesima, la deve continuamente dondolare, così che il cavallo virtuale possa correre. Premendo inoltre l'unico pulsante presente, all'animale in questione vengono dati da parte del fantino (anche lui virtuale) dei colpi di frustino in modo da procurargli degli scatti accelerativi, oppure tirarlo virtualmente per le redini, per impedire che possa urtare contro gli avversari o deviare un po' la sua traiettoria.
Il giocatore durante la corsa deve sempre tenere d'occhio la resistenza del suo destriero, la quale è indicata da una barra di carote, visualizzata nell'angolo in basso a destra dell'interfaccia. Infatti comincia a calare quando lo fa velocizzare e/o collidere troppo, fino a far sì che rallenti una volta andata esaurita.
L'obiettivo di ambedue i videogiochi è semplicemente ottenere il tempo migliore nel galoppo, cercando di superare e battere in tale competizione gli altri fantini sfidanti tagliando il traguardo per primo; quando si è sul punto di raggiungerlo, se il giocatore ritarda più di tre secondi rispetto a quello in testa va in time over. In vista dell'inizio della sfida bisogna scegliere obbligatoriamente, prima una delle tre piste nell'ippodromo dove cui ci si gareggia, a seguire uno dei destrieri da corsa che si preferisce, ciascuno con il proprio nome, tipo, età, colore e passo; quest'ultima caratteristica funge anche da profilo per la classificazione delle posizioni ai cancelli di partenza tra "Almighty", "Front Runner", "Mid-Division", "Strong Finisher" e "Leader".
Tuttavia, sia i suddetti sfidanti (controllati dal computer) che le due opzioni pre-partita non sono esenti dalle differenze in base ai capitoli della serie:
- Per i fantini avversari, essi sono otto nel primo e sedici nel secondo, invece per quanto riguarda i cavalli, il loro numero è di sei nel primo e di dieci nel secondo;
- Per la distanza della pista, nel primo si suddividono solo in "6 furlong", "1 miglio" e "1½ miglio", mentre nel secondo vi sono nove distanze (tre diverse per ognuna delle tre piste disponibili).

Si segnala poi che in Final Furlong 2 venne apportato un miglioramento al gameplay dovuto all'introduzione in esso dello steeplechase, la disciplina nella quale il cavallo può saltare gli ostacoli lungo la pista (premendo all'unisono i due suoi pulsanti). Se non si dovesse compiere un salto al momento giusto la resistenza del destriero diminuisce drasticamente.
Infine, in entrambi si possono fare delle sfide fino a otto giocatori in simultanea se quattro cabinati sono interconnessi.

## Accoglienza
Una rivista australiana del passato, Hyper, diede un diverso voto a ciascun capitolo di Final Furlong, ovvero 4 su 5 per il primo e 8 su 10 per il secondo. In tempi recenti, Gerard Lynch del sito TechRadar inserisce solo il primo nella sua personale lista de "I migliori 50 videogiochi arcade di tutti i tempi", esprimendosi così: «Questa macchina è stata brutale, ove nella quale facendoti saltare in sella a un gigantesco cavallo di plastica, ti spingerai in avanti "innalzando" il tuo destriero, dondolando maniacalmente avanti e indietro per accelerare la bestia. Giocato meglio con due giocatori, gli eventi simili a una maratona dureranno così a lungo che non saresti in grado di camminare per una settimana».